# Baha Mori
Baha Mori (Bahamori) ist ein osttimoresischer Suco im Verwaltungsamt Venilale (Gemeinde Baucau).

## Geographie
Vor der Gebietsreform 2015 hatte Baha Mori eine Fläche von 24,78 km². Nun sind es 21,71 km². Der Suco liegt im Norden des Verwaltungsamts Venilale. Der Suco teilt sich in zwei getrennte Territorien. Zwischen den beiden Gebieten zwängt sich der Suco Bado-Ho’o, der wie ein „C“ den östlichen Teil Baha Moris in Norden, Westen und Süden umrahmt. Südöstlich liegt der Suco Uatu Haco, nordöstlich das Verwaltungsamt Baucau mit seinem Suco Uailili und östlich, jenseits des Grenzflusses Sauma, das Verwaltungsamt Ossu (Gemeinde Viqueque) mit seinem Suco Uaibobo. Nördlich des Westteils Baha Moris liegen die Sucos Uma Ana Ico und Uma Ana Ulo, südlich die Sucos Uatu Haco und Fatulia. Westlich befindet sich das Verwaltungsamt Vemasse mit seinem Suco Loilubo.
Der Sauma vereinigt sich mit dem von Osten kommenden Fluss Saluhada und bildet den Seiçal, der der Grenze zu Uailili folgt. In ihn mündet auch der Cainame, der einen Teil der Grenze zu Bado-Ho'o bildet. Im Westteil des Sucos entspringt der Fluss Vemasse, der in das gleichnamige Verwaltungsamt fließt.
Durch den Westen von Baha Mori führt die Überlandstraße zwischen den Orten Baucau und Venilale. An ihr liegt der Ort Lia-Oli (Liaoli, Liaho), etwas nordwestlich davon das Dorf Uatubela Oli (Uatubelaoli, Uatubulauti). Im Ostteil liegen die Dörfer Uai-Toqui (Uaitoque, Uaitoki), Caimale-Ho'o (Caimalaeho, Kaimalehoo), Cuno-Oli (Cumo-Oli, Kumooli) und Dara Lata (Daralata). In Lia-Oli gibt es eine Grundschule und eine medizinische Station. Weitere Grundschulen gibt es in Cuno-Oli und Uai-Toqui.
Im Suco befinden sich die sechs Aldeias Caimale-Ho'o, Cuno-Oli, Laco-Uma, Lia-Oli, Neo-Ho'o und Uai-Toqui. Während Landkarten angeben, dass der Ort Neo-Ho'o sich in Bado-Ho'o und der Uatubela Oli im Suco Baha Mori befindet, sind die Aldeias laut dem offiziellen Regierungsdokument im jeweils anderen Suco.

## Einwohner

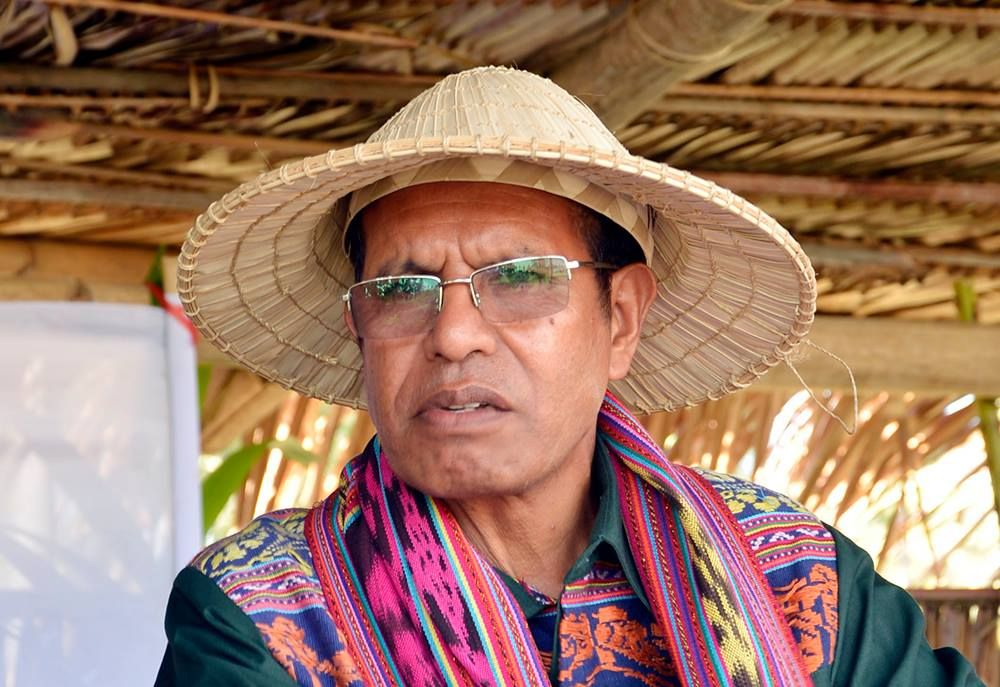
Präsident Taur Matan Ruak mit einem lokalen Hut iaus Baha Mori (2015)

Im Suco leben 2.920 Einwohner (2022), davon sind 1.529 Männer und 1.391 Frauen. Im Suco gibt es 496 Haushalte. Knapp 90 % der Einwohner geben Midiki als ihre Muttersprache an, unter 5 % sprechen Waimaha. Beide gehören zu den Kawaimina-Sprachen. Außerdem sprechen knapp 5 % Tetum Prasa und kleine Minderheiten Makasae und Makuva.

## Politik
Bei den Wahlen von 2004/2005 wurde Armindo da Silva zum Chefe de Suco gewählt. Bei den Wahlen 2009 gewann Estanislau Guterres und wurde 2016 und 2023 in seinem Amt bestätigt.
2023 wurden als Chefe de Aldeias gewählt: Julio Ribeiro Simão (Caimale-Ho'o), Agostinho Guterres (Cuno-Oli), Daniel da Costa Soares Freitas (Laco-Uma), Celestino Eduardo Magno (Lia-Oli), Agostinho da Silva (Neo-Ho'o) und Domingos Manuel Ximenes (Uai-Toqui).

## Persönlichkeiten
- Jaime Camacho Amaral (1950–1975), Freiheitskämpfer, geboren in Lia Oli